# لوتریشیا مک‌نیل
لوتریشیا مک‌نیل (به انگلیسی: Lutricia McNeal) (زاده ۲۷ نوامبر ۱۹۷۳) خواننده آمریکایی است.